# Haworthia retusa
Haworthia retusa är en grästrädsväxtart som först beskrevs av Carl von Linné, och fick sitt nu gällande namn av Henri Auguste Duval. Haworthia retusa ingår i släktet Haworthia och familjen grästrädsväxter.

## Underarter
Arten delas in i följande underarter:
- H. r. quimutica
- H. r. retusa

## Bildgalleri

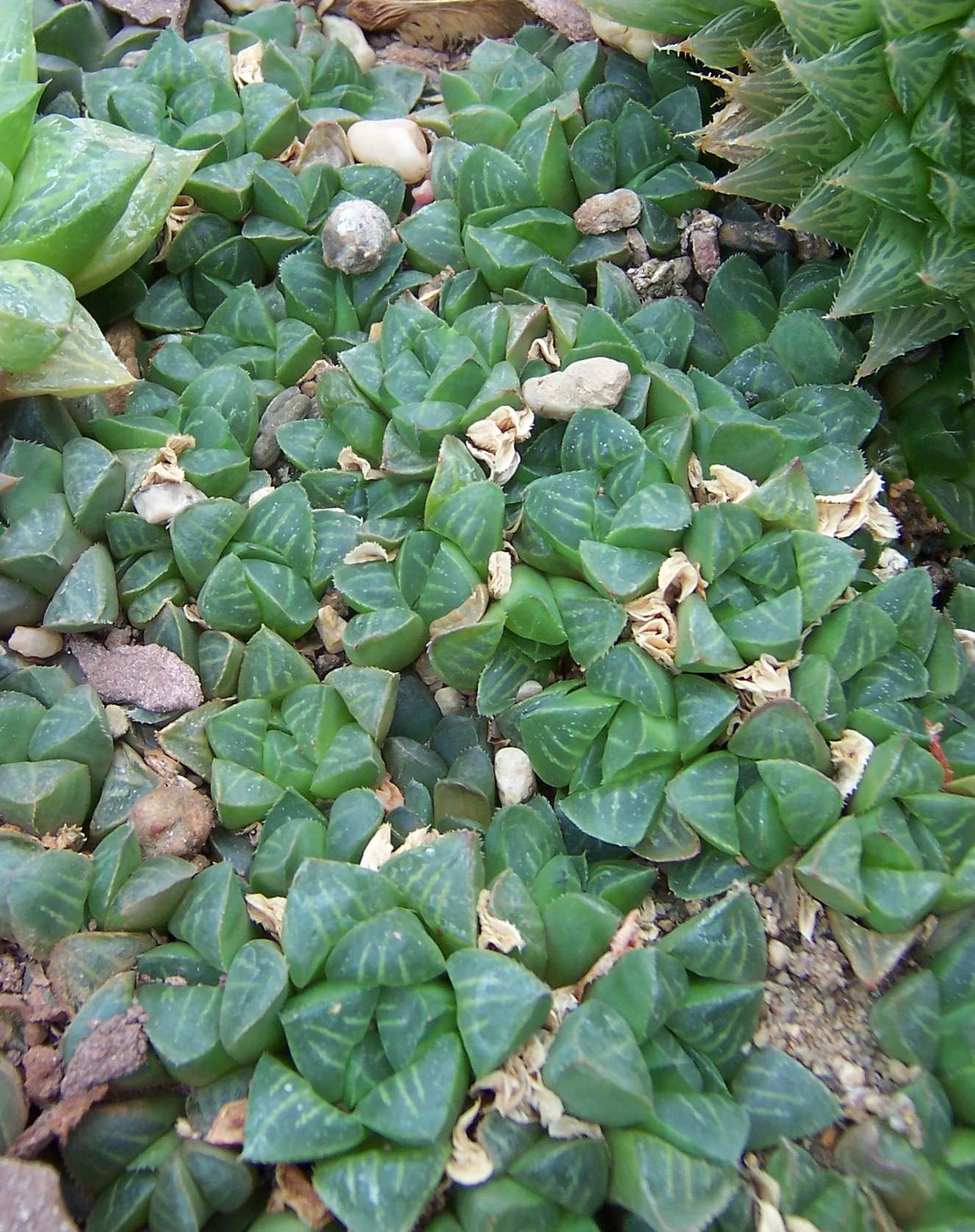
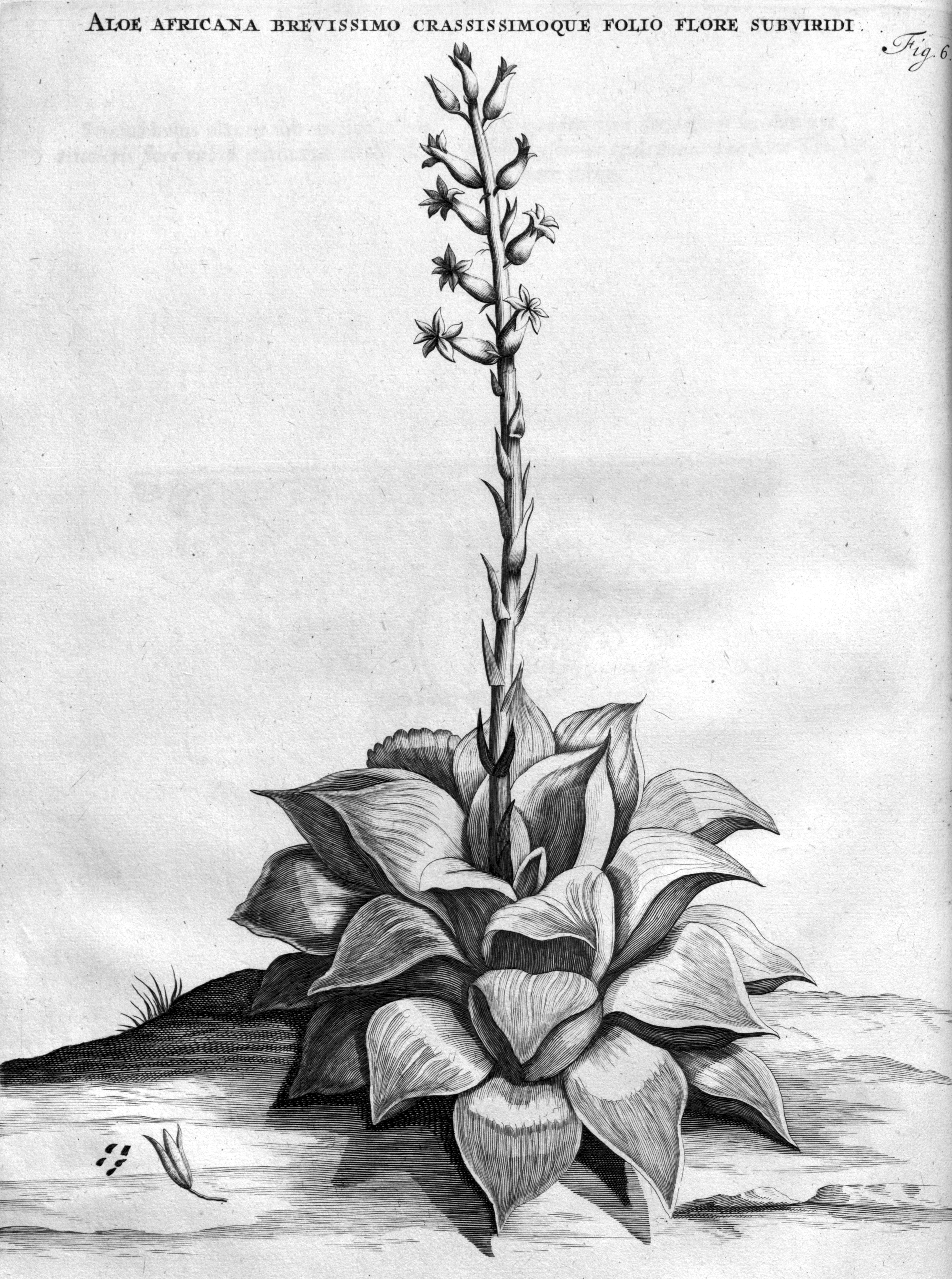
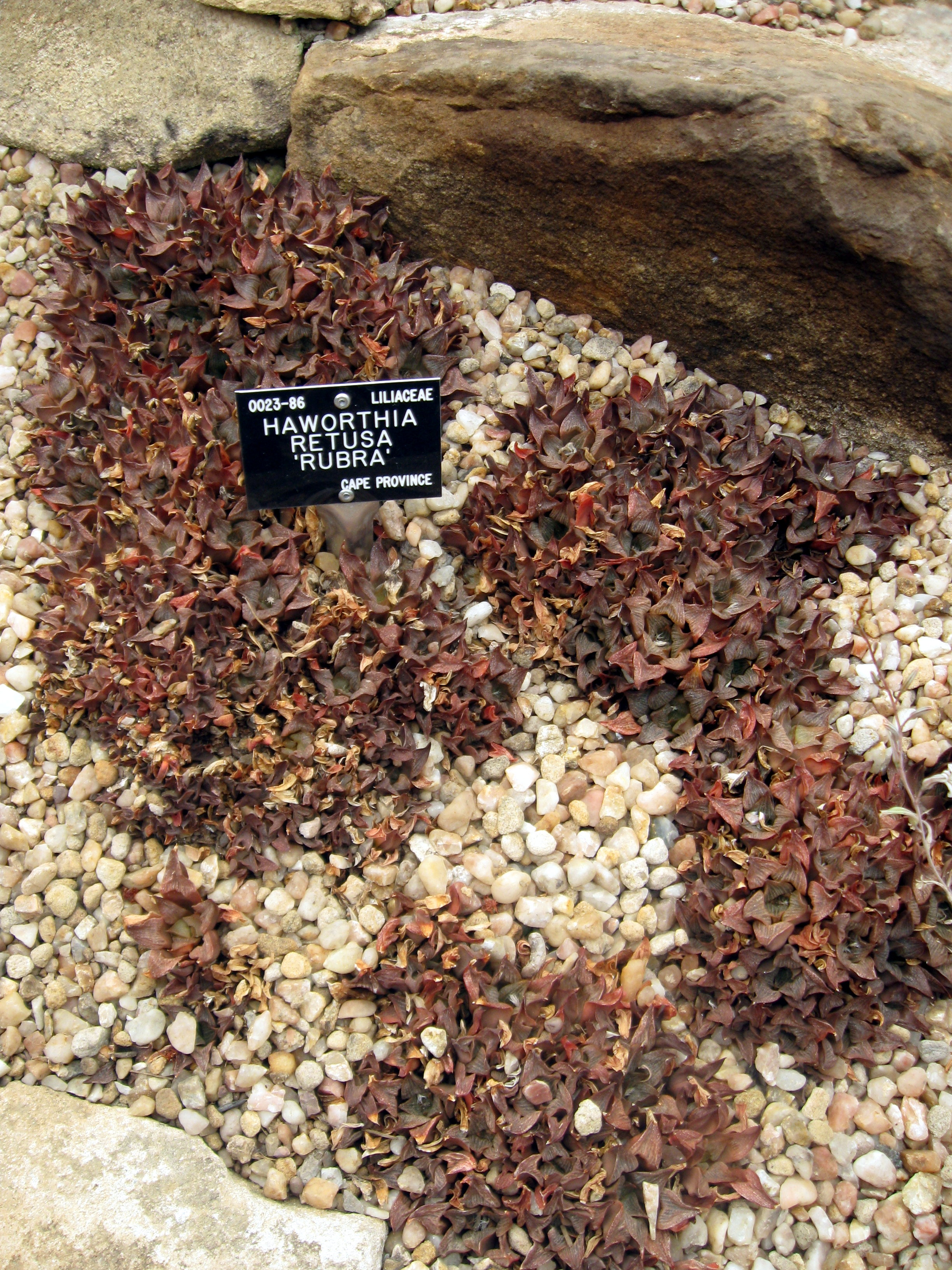